# Filippo Volandri
Filippo Volandri, né le 5 septembre 1981 à Livourne, est un joueur de tennis italien, professionnel de 1998 à 2016.
Durant sa carrière, il a remporté deux tournois ATP en simple en 2004 et 2006 et un tournoi en double. Il totalise également 12 titres Challenger. Ses meilleures performances incluent un huitième de finale à Roland-Garros et une demi-finale au Masters de Rome en 2007.
Il a été membre de l'équipe d'Italie de Coupe Davis de 2001 à 2010. Son bilan est de 10 victoires pour 7 défaites. Joueur inconditionnel de terre battue, sa dernière victoire sur un court en dur dans un tournoi ATP remonte à décembre 2007. Son bilan sur ce type de surface est de 8 victoires pour 47 défaites. Il totalise également 10 défaites en salle et 11 sur moquette (pour 3 victoires).

## Biographie

### Carrière sportive
À seulement 22 ans, il entre dans le « top 50 », ayant obtenu d'excellents résultats tels les quarts de finale des Masters de Rome et de Monte-Carlo. En 2004, il atteint la 35e place mondiale en remportant son premier titre ATP à Sankt Pölten et en disputant deux finales à Umag et Palerme. En septembre, il est élu « joueur du mois » par l'Association des joueurs de tennis professionnels.
En 2005, il atteint le 3e tour à Roland-Garros, les demi-finales à Umag, Casablanca et Viña del Mar, mais il obtient surtout de bons résultats aux Masters de Monte-Carlo et de Hambourg en atteignant les quarts de finale. Ces résultats lui permettent d'obtenir son meilleur classement, no 28 mondial.
En septembre 2006, il triomphe au Tournoi ATP de Palerme et obtient le deuxième et dernier titre de sa carrière. Au cours de la saison, il est en outre finaliste à Buenos Aires et Bucarest, demi-finaliste à Doha, Umag et Sopot, et a rejoint les quarts à Valence.
En 2007, il enchaîne cinq défaites de suite au premier tour, notamment à Costa Do Sauipe contre Gustavo Kuerten alors classé 1 076e à l'ATP. Il atteint tout de même les quarts de finale à Valence. Au Masters de Rome, classé 53e mondial et détenteur d'une Wild card (tennis), il réalise tout d'abord un match très solide face au no 13 mondial Richard Gasquet (6-4, 6-7, 6-4) et gagne le droit d'affronter Roger Federer au 3e tour. Contre toute attente, il s'impose en 1 h 18 (6-2, 6-4), bien aidé par les 44 fautes directes de son adversaire. En quart de finale, il se défait de Tomáš Berdych (6-2, 6-3) et accède ainsi aux demi-finales où il est sèchement battu par le Chilien Fernando González (6-1, 6-2). En juin, il accède aux huitièmes de finale à Roland-Garros.
Début 2009 (14 janvier-14 avril), il est suspendu 3 mois pour dopage au salbutamol lors du tournoi d'Indian Wells. Lui sont retirés les 90 points ATP et 27 000 $ gagnés depuis ce tournoi jusqu'au 14 août 2008, date à laquelle on lui a fait part de son dopage. Plusieurs problèmes physiques ont fait chuter son classement et depuis 2008, il joue essentiellement sur le circuit Challenger en Italie.
Il fait un retour sur le circuit ATP en 2011 et atteint en 2012 la finale de l'Open du Brésil. De nouveau actif dans les Challenger à partir de 2013, il remporte deux tournois cette année-là et participe à trois finales. Il se qualifie ainsi pour l'ATP Challenger Tour Finals, qu'il remporte en s'imposant sur Alejandro González en finale.

### Carrière d'entraîneur
Après avoir pris sa retraite du tennis de compétition, Volandri rejoint la Fédération italienne de tennis en tant qu'entraîneur. En 2018, il se voit confier le poste de directeur technique national. En janvier 2021, il succède à Corrado Barazzutti au poste de capitaine non-joueur de l'équipe italienne de Coupe Davis. Le 26 novembre 2023, sous sa direction technique, l'Italie remporte la seconde fois la Coupe Davis après 47 ans d'attente.L’équipe conserve son titre l’année suivante.

### Vie privée
Filippo Volandri vit à Florence, où il s'entraîne avec son entraîneur Fabrizio Fanucci à la Florence Tennis School. Son père est PDG d'une industrie pharmaceutique et président du Tennis Club Livorno, où Filippo a appris à jouer au tennis. Il est diplômé en comptabilité. Son idole de jeunesse était le Suédois Stefan Edberg et son rêve de gagner Roland-Garros. Sa plus grande émotion fut la victoire obtenue en Coupe Davis au cinquième set contre le Croate Goran Ivanišević au Foro Italico en 2002.

## Palmarès

### Titres en simple messieurs
| No | Date       | Nom et lieu du tournoi                            | Catégorie   | Dotation  | Surface      | Finaliste        | Score         |          |
| -- | ---------- | ------------------------------------------------- | ----------- | --------- | ------------ | ---------------- | ------------- | -------- |
| 1  | 17-05-2004 | International Raiffeisen Grand Prix, Sankt Pölten | Int' Series | 355 000 $ | Terre (ext.) | Xavier Malisse   | 6-1, 6-4      | Parcours |
| 2  | 25-09-2006 | Campionati Internazionali di Sicilia, Palerme     | Int' Series | 355 000 $ | Terre (ext.) | Nicolás Lapentti | 5-7, 6-1, 6-3 | Parcours |

### Finales en simple messieurs
| No | Date       | Nom et lieu du tournoi                        | Catégorie   | Dotation  | Surface      | Vainqueur       | Score         |          |
| -- | ---------- | --------------------------------------------- | ----------- | --------- | ------------ | --------------- | ------------- | -------- |
| 1  | 21-07-2003 | Croatia Open, Umag                            | Int' Series | 375 000 $ | Terre (ext.) | Carlos Moyà     | 6-4, 3-6, 7-5 | Parcours |
| 2  | 19-07-2004 | Croatia Open, Umag                            | Int' Series | 375 000 $ | Terre (ext.) | Guillermo Cañas | 7-5, 6-3      | Parcours |
| 3  | 27-09-2004 | Campionati Internazionali di Sicilia, Palerme | Int' Series | 355 000 $ | Terre (ext.) | Tomáš Berdych   | 6-3, 6-3      | Parcours |
| 4  | 26-09-2005 | Campionati Internazionali di Sicilia, Palerme | Int' Series | 355 000 $ | Terre (ext.) | Igor Andreev    | 0-6, 6-1, 6-3 | Parcours |
| 5  | 13-02-2006 | Copa Telmex, Buenos Aires                     | Int' Series | 400 000 $ | Terre (ext.) | Carlos Moyà     | 7-66, 6-4     | Parcours |
| 6  | 11-09-2006 | BCR Open Romania, Bucarest                    | Int' Series | 355 000 $ | Terre (ext.) | Jürgen Melzer   | 6-1, 7-5      | Parcours |
| 7  | 13-02-2012 | Brasil Open, São Paulo                        | ATP 250     | 475 300 $ | Terre (int.) | Nicolás Almagro | 6-3, 4-6, 6-4 | Parcours |

### Finale en double messieurs
| No | Date       | Nom et lieu du tournoi           | Catégorie   | Dotation  | Surface      | Vainqueurs                   | Partenaire     | Score    |          |
| -- | ---------- | -------------------------------- | ----------- | --------- | ------------ | ---------------------------- | -------------- | -------- | -------- |
| 1  | 27-02-2006 | Abierto Mexicano Telcel Acapulco | Series Gold | 665 000 $ | Terre (ext.) | František Čermák Leoš Friedl | Potito Starace | 7-5, 6-2 | Parcours |

## Parcours dans les tournois duGrand Chelem

### En simple
| Année | Open d'Australie | Open d'Australie | Internationaux de France | Internationaux de France | Wimbledon       | Wimbledon         | US Open         | US Open         |
| ----- | ---------------- | ---------------- | ------------------------ | ------------------------ | --------------- | ----------------- | --------------- | --------------- |
| 2003  | —                | —                | 1er tour (1/64)          | C. Moyà                  | 1er tour (1/64) | B. Vahaly         | 1er tour (1/64) | J. Björkman     |
| 2004  | 2e tour (1/32)   | J. C. Ferrero    | 1er tour (1/64)          | O. Patience              | 2e tour (1/32)  | G. Ivanišević     | 2e tour (1/32)  | G. Cañas        |
| 2005  | 1er tour (1/64)  | V. Hănescu       | 3e tour (1/16)           | J. Acasuso               | 1er tour (1/64) | W. Arthurs        | 1er tour (1/64) | F. López        |
| 2006  | 1er tour (1/64)  | N. Healey        | 2e tour (1/32)           | T. Berdych               | 1er tour (1/64) | L. Hewitt         | 1er tour (1/64) | Be. Becker      |
| 2007  | 1er tour (1/64)  | R. Gasquet       | 1/8 de finale            | T. Robredo               | 1er tour (1/64) | N. Kiefer         | 1er tour (1/64) | M. Llodra       |
| 2008  | 1er tour (1/64)  | S. Grosjean      | 1er tour (1/64)          | P. Andújar               | 1er tour (1/64) | B. Reynolds       | —               | —               |
| 2009  | —                | —                | —                        | —                        | —               | —                 | —               | —               |
| 2010  | —                | —                | —                        | —                        | —               | —                 | —               | —               |
| 2011  | 1er tour (1/64)  | I. Andreev       | 1er tour (1/64)          | A. Clément               | 1er tour (1/64) | T. Berdych        | 1er tour (1/64) | J. M. del Potro |
| 2012  | 1er tour (1/64)  | M. Raonic        | 1er tour (1/64)          | T. Haas                  | 1er tour (1/64) | J. Chardy         | 1er tour (1/64) | J. Chardy       |
| 2013  | 1er tour (1/64)  | G. Simon         | —                        | —                        | —               | —                 | 1er tour (1/64) | J. Isner        |
| 2014  | 1er tour (1/64)  | J.-W. Tsonga     | 1er tour (1/64)          | S. Querrey               | 1er tour (1/64) | É. Roger-Vasselin | —               | —               |

N.B. : à droite du résultat se trouve le nom de l'ultime adversaire.

### En double
| Année | Open d'Australie             | Open d'Australie       | Internationaux de France       | Internationaux de France | Wimbledon                    | Wimbledon           | US Open                        | US Open              |
| ----- | ---------------------------- | ---------------------- | ------------------------------ | ------------------------ | ---------------------------- | ------------------- | ------------------------------ | -------------------- |
| 2003  | —                            | —                      | —                              | —                        | —                            | —                   | 2e tour (1/16) J. Melzer       | M. Ančić I. Ljubičić |
| 2004  | 1er tour (1/32) D. Ferrer    | M. Knowles D. Nestor   | 1er tour (1/32) J. Levinský    | M. Ančić I. Ljubičić     | 1er tour (1/32) J. Levinský  | S. Aspelin T. Perry | 1er tour (1/32) M. Bertolini   | J. Melzer A. Peya    |
| 2005  | 2e tour (1/16) G. Galimberti | Lu Y-h. T. Suzuki      | 2e tour (1/16) M. Bertolini    | J. Knowle J. Melzer      | 1er tour (1/32) M. Bertolini | W. Black K. Ullyett | 2e tour (1/16) M. Bertolini    | W. Black K. Ullyett  |
| 2006  | —                            | —                      | 1er tour (1/32) D. Bracciali   | J. Erlich A. Ram         | —                            | —                   | 1er tour (1/32) D. Sanguinetti | A. Clément M. Llodra |
| 2007  | 1er tour (1/32) L. Azzaro    | R. Ramírez S. Roitman  | 2e tour (1/16) G. García-López | M. Bhupathi R. Štěpánek  | —                            | —                   | 1er tour (1/32) L. Azzaro      | M. Knowles D. Nestor |
| 2008  | 1er tour (1/32) S. Bolelli   | F. Fognini I. Ljubičić | 1er tour (1/32) P. Starace     | J. Isner S. Querrey      | —                            | —                   | —                              | —                    |
| 2009  | —                            | —                      | —                              | —                        | —                            | —                   | —                              | —                    |
| 2010  | —                            | —                      | —                              | —                        | —                            | —                   | —                              | —                    |
| 2011  | —                            | —                      | 2e tour (1/16) F. Fognini      | M. Mirnyi D. Nestor      | —                            | —                   | —                              | —                    |
| 2012  | —                            | —                      | 2e tour (1/16) D. Sela         | E. Butorac B. Soares     | —                            | —                   | —                              | —                    |
| 2014  | —                            | —                      | 1er tour (1/32) A. Seppi       | J. Eysseric M. Gicquel   | —                            | —                   | —                              | —                    |

N.B. : le nom du ou de la partenaire se trouve sous le résultat ; le nom des ultimes adversaires se trouve à droite.

## Parcours dans lesMasters 1000
| Année | Indian Wells         | Miami                | Monte-Carlo                 | Rome                        | Hambourg puis Madrid       | Canada | Cincinnati           | Stuttgart puis Madrid puis Shanghai | Paris              |
| ----- | -------------------- | -------------------- | --------------------------- | --------------------------- | -------------------------- | ------ | -------------------- | ----------------------------------- | ------------------ |
| 2001  | —                    | —                    | —                           | 1er tour S. Bruguera        | —                          | —      | —                    | —                                   | —                  |
| 2002  | —                    | —                    | —                           | 1er tour T. Robredo         | —                          | —      | —                    | —                                   | —                  |
| 2003  | —                    | —                    | 1/4 de finale V. Spadea     | 1/4 de finale R. Federer    | 1er tour S. Grosjean       | —      | —                    | —                                   | —                  |
| 2004  | 1er tour G. Cañas    | —                    | 1er tour G. Gaudio          | 1/8 de finale D. Nalbandian | 1er tour N. Lapentti       | —      | —                    | —                                   | 1er tour C. Rochus |
| 2005  | 1er tour T. Zíb      | 1er tour R. Ginepri  | 1/4 de finale J. C. Ferrero | 2e tour G. Gaudio           | 1/4 de finale N. Davydenko | —      | 1er tour O. Rochus   | 1er tour C. Moyà                    | —                  |
| 2006  | 2e tour M. Fish      | 3e tour I. Ljubičić  | 1er tour J. Acasuso         | 2e tour R. Nadal            | 2e tour S. Grosjean        | —      | —                    | —                                   | —                  |
| 2007  | 1er tour L. Horna    | 2e tour I. Ljubičić  | 1er tour N. Massú           | 1/2 finale F. González      | 2e tour J. Acasuso         | —      | 1er tour F. Verdasco | 1er tour F. López                   | 2e tour R. Nadal   |
| 2008  | 1er tour J. Björkman | 1er tour R. Sweeting | 2e tour A. Murray           | 1er tour N. Lapentti        | 1er tour J. Mónaco         | —      | —                    | —                                   | —                  |
| 2009  | —                    | —                    | —                           | 1er tour F. Fognini         | —                          | —      | —                    | —                                   | —                  |
| 2010  | —                    | —                    | —                           | 1/8 de finale E. Gulbis     | —                          | —      | —                    | —                                   | —                  |
| 2011  | —                    | —                    | 1er tour M. Čilić           | 2e tour S. Wawrinka         | —                          | —      | —                    | —                                   | —                  |
| 2012  | —                    | —                    | 2e tour M. Kukushkin        | 1er tour V. Troicki         | —                          | —      | —                    | —                                   | —                  |
| 2013  | —                    | —                    | —                           | 1er tour G. Simon           | —                          | —      | —                    | —                                   | —                  |
| 2014  | —                    | 1er tour J. Veselý   | —                           | 1er tour G. Simon           | —                          | —      | —                    | —                                   | —                  |
| 2016  | —                    | —                    | —                           | 1er tour D. Ferrer          | —                          | —      | —                    | —                                   |                    |

N.B. : sous le résultat se trouve le nom de l’ultime adversaire.

## Interclubs
- Vainqueur du Championnat d'Italie de tennis en 1999, 2002, 2003, 2005, 2008, 2009 et 2012.